# Siedlątków
Siedlątków – wieś w Polsce położona w województwie łódzkim, w powiecie poddębickim, w gminie Pęczniew, po wschodniej stronie zbiornika Jeziorsko.

## Historia
Występuje w źródłach pisanych od 1372 r., kiedy to jej właścicielem był Thliborianus. Na początku XV wieku należała do rodu Radliców z Pęczniewa.
Od XV do XVII wieku Siedlątków posiadał prawa miejskie. Dokładna data lokacji miasta nie jest znana: nie było go jeszcze z pewnością w 1446 roku, kiedy w sieradzkich księgach grodzkich i ziemskich Siedlątków wymienia się jako wieś, natomiast w 1472 roku zapisy mówią już o mieście. Nie wiadomo również, kiedy dokładnie prawa miejskie Siedlątków utracił – ale w 1677 ponownie księgi mówią o wsi.
W okresie powstania styczniowego wieś należała do Jana Jabłkowskiego.
W latach 1975–1998 miejscowość położona była w województwie sieradzkim.

## Zabytki
Według rejestru zabytków Narodowego Instytutu Dziedzictwa na listę zabytków wpisane są obiekty:
- kościół parafialny pw. św. Marka, XVII w., XIX w., nr rej.: 711 z 10.10.1967
- wiatrak, XIX w., nr rej.: 333/12/86 z 3.10.1986

### Kościół
Na końcu wsi, w odległości ok. 50 m od korony wału zaporowego i falochronu, stoi kościół św. Marka Ewangelisty, wzniesiony po 1683 r. z kamienia polnego i cegły na miejscu wcześniejszego drewnianego z 1497 roku, ufundowanego przez właścicieli Siedlątkowa, rodzinę Ubyszków.
Prezbiterium ma kształt prostokąta. Szersza nawa była pierwotnie dwuprzęsłowa, później przedłużono ją ku zachodowi o jedno przęsło. Wewnątrz zachowały się odcinki dawnej fasady. W prezbiterium sklepienie kolebkowo-krzyżowe ze skromną dekoracją stiukową na szwach. W nawach sklepienie kolebkowe z lunetami, a w zakrystii strop.

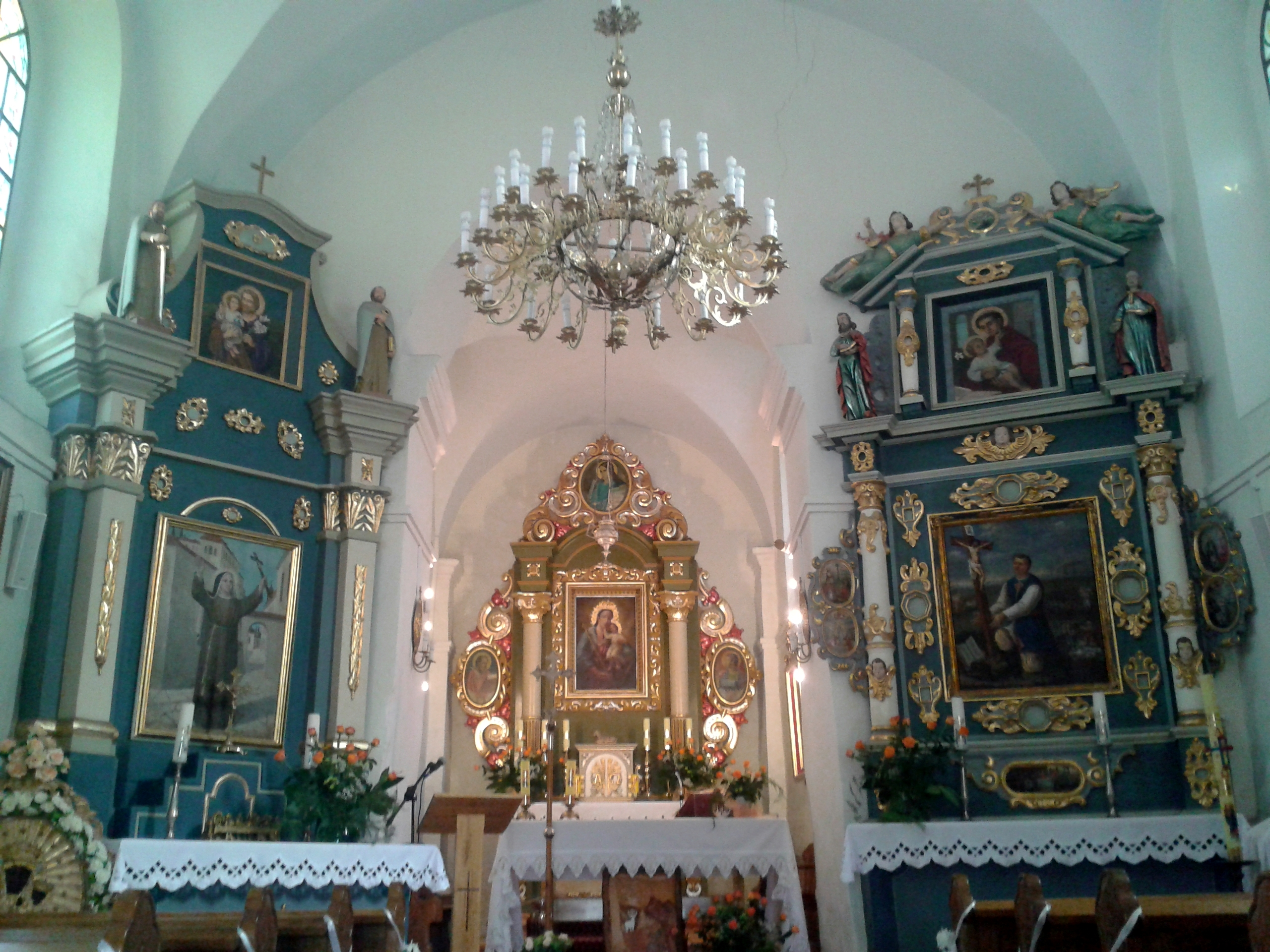
Wnętrze kościoła

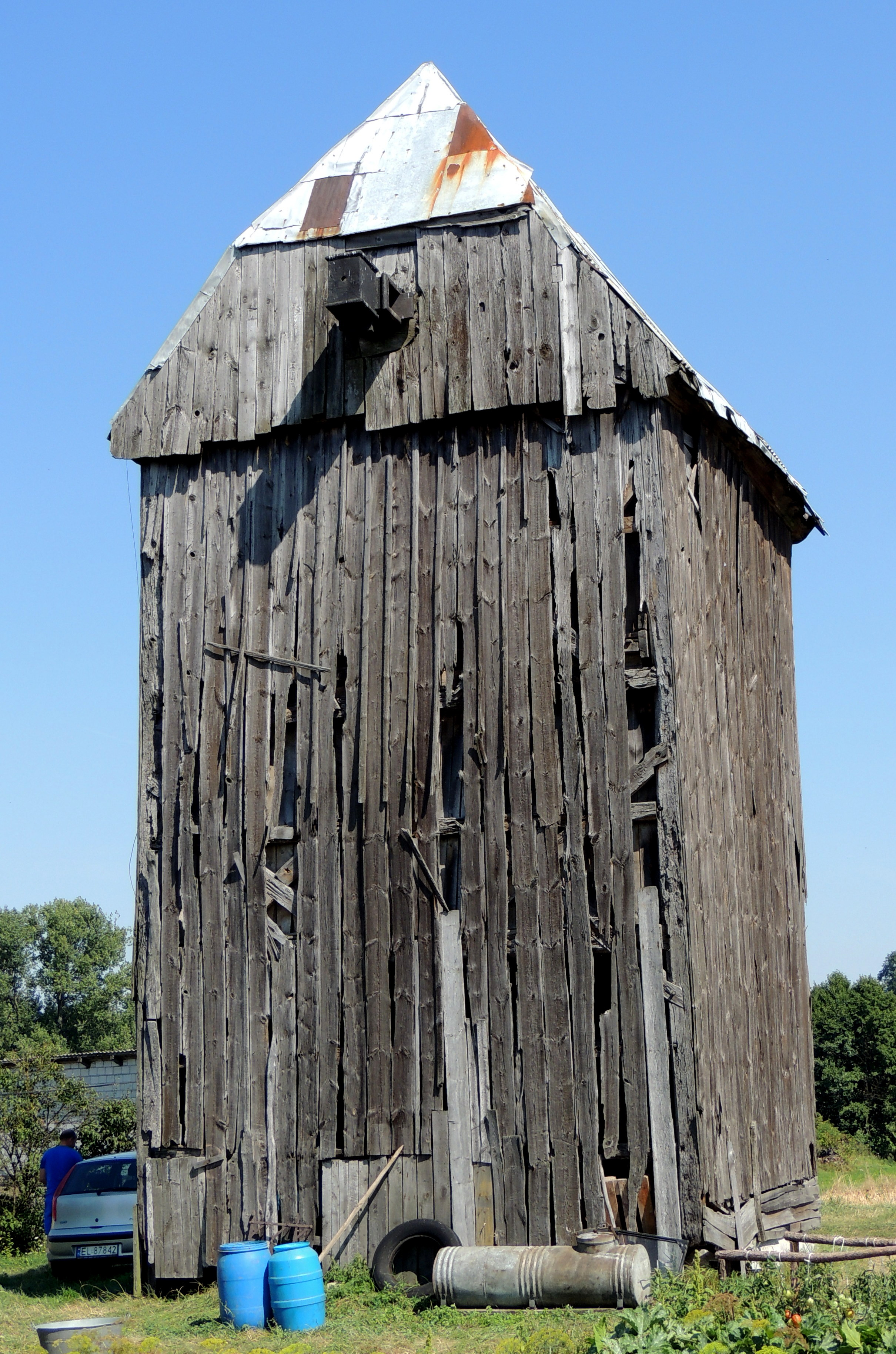
Wiatrak

W ołtarzu głównym znajduje się kopia obrazu (wykonana w 1958 r.) czczonej tutaj Matki Boskiej Siędlątkowskiej (oryginalny XVII-wieczny obraz renesansowy spalił się w 1957 r.). W bocznym ołtarzu późnorenesansowym z ok. połowy XVII wieku widnieją malowane sceny z życia św. Izydora – patrona rolników.
Inne zabytki kościoła to: trzy krzyże procesyjne z XVIII wieku, rzeźba św. Jana Nepomucena, rokokowa monstrancja z 1781 roku, kielich z XVII wieku, kielich z początku XVII wieku oraz ornaty z przełomu XVIII i XIX wieku.
Na cmentarzu, oddalonym o 800 metrów od kościoła, znajduje się neogotycka kaplica z 1876 r., a w niej obrazy Matki Boskiej i Boga Ojca z 1640 r. Neogotyckie drzwi wejściowe i zelektryfikowany żyrandol pochodzą z XIX wieku, zaś cztery XVIII-wieczne lichtarze barokowe z XVIII wieku.
W podziemiach kościoła pochowano ciało powstańca z 1863 r. – Adama Bolesława Jabłkowskiego h. Wczele, ur. w 1837 r. w Siedlątkowie, który zginął 9 lutego 1863 r. koło Rudnik w walce z kozakami. W kruchcie wmurowano tablicę poświęconą jego pamięci. Zygmunt Kolumna (Pamiątka dla rodzin polskich, Kraków 1868, s. 90) tak pisze: Adam Bolesław Jabłkowski, lat 26, transportował wraz z kilkoma towarzyszami żywność. 9 II 1863 r. sam się zastrzelił napadnięty przez kozaków po uporczywej obronie. Ciało jego kozacy porzucili przy drodze do Rudnik.
W latach siedemdziesiątych XX w. kościółek w Siedlątkowie miał zostać rozebrany i przeniesiony w inne miejsce z powodu budowy zbiornika Jeziorsko. Ostatecznie zdecydowano pozostawić go na obwałowanym cyplu.

### Wiatrak
Stary, dziś już zdewastowany wiatrak – koźlak jest budowlą drewnianą, wzniesioną w 2. połowie XIX w. w Zduńskiej Woli. W obecne miejsce został przeniesiony w 1902 r. Wiatrak pracował do 1954 r. W 1964 zdjęto śmigi, a w 1982  zainstalowano silnik elektryczny do napędu mlewników walcowych.

### Gródek rycerski
W Siedlątkowie zidentyfikowano obronną siedzibę rycerską z XIV wieku, w której odkryto m.in. unikatowe hełm i zbroję (tzw. kirys, wykonany przez krakowskiego płatnerza). Prace badawcze prowadzono w latach 1965–1966. Drewniana wieża na planie kwadratu o bokach długości 6 m była otoczona wałami i fosami. Prawdopodobnie została spalona w latach 80. XIV wieku, podczas wojny Grzymalitów z Nałęczami. Pozostałości gródka zostały zalane przez wody zalewu.

## Parafia
Kościół jest siedzibą parafii św. Marka Ewangelisty w Siedlątkowie. W jej skład wchodzą wsie: Łyszkowice, Księża Wólka, Siedlątków. Parafię utworzono w 1642 roku z części parafii św. Katarzyny w Pęczniewie, w 1882 roku stała się jej filią. Ponownie usamodzielniła się w 1958 roku.
Parafia liczy ok. 180 osób, co czyni ją najmniejszą parafią w Polsce. W latach dziewięćdziesiątych XX w. rozważano włączenie jej do parafii Świętej Trójcy w Skęczniewie na zasadzie filii. Porzucono ten zamiar, kiedy probostwo objął w latach dziewięćdziesiątych ks. Grzegorz Czaja. Pozyskał sponsorów, którzy wyłożyli pieniądze na remont i renowację kościoła z jego zabytkami oraz plebanii.